# Giōrgos Stefanou
Giōrgos Stefanou (in greco Γιώργος Στεφάνου?; Atene, 12 gennaio 1981) è un allenatore di pallavolo ed ex pallavolista greco nel ruolo di libero, assistente tecnico del Kīfisia.

## Carriera

### Giocatore

#### Club
La carriera di Giōrgos Stefanou inizia nel 1992, muovendo i primi passi a livello giovanile nella formazione del Petroupolīs. Nella stagione 2000-01 firma il suo primo contratto professionistico con lo Iōnikos Nikaias, in A1 Ethnikī: nella stagione seguente approda per un biennio al Nikaia, nato dalla fusione del suo precedente club con l'Arīs Nikaias, vincendo la Coppa di Grecia 2002-03. 
Nel campionato 2003-04 approda al Panathīnaïkos, club nel quale milita per sei annate, vincendo due scudetti, due Coppe di Grecia e la Supercoppa greca 2006; con la nazionale partecipa ai Giochi della XXVIII Olimpiade di Atene. Nella stagione 2009-10 firma con l'Olympiakos, vincendo il terzo scudetto della sua carriera, per poi trasferirsi nella stagione seguente al Patrōn.
In seguito approda all'Īraklīs Salonicco per la stagione 2011-12, conquistando ancora uno scudetto e una Coppa di Grecia, mentre nella stagione successiva fa ritorno per un triennio all'Olympiakos, collezionando due scudetti e altrettante coppe nazionali e Coppe di Lega. Successivamente milita per due annate nel Kīfisia, prima di tornare all'Olympiakos nel campionato 2017-18, conquistando altri due scudetti, una Coppa di Grecia e tre edizioni della Coppa di Lega.
Dopo aver disputato il campionato 2019-20 con il PAOK, nell'annata seguente torna al Panathīnaïkos, dove chiude la sua carriera da giocatore.

#### Nazionale
Nel 2003 fa il suo esordio nella nazionale greca, partecipando al campionato europeo; in seguito conquista la medaglia di bronzo alla European League 2006.

### Allenatore
Una volta appese al chiodo le ginocchiere, nel 2022 entra nello staff della nazionale greca, come assistente di Dante Boninfante; parallelamente ricopre lo stesso ruolo nel Kīfisia a partire dalla stagione 2022-23.

## Palmarès

### Club
- Campionato greco: 8

2003-04, 2005-06, 2009-10, 2011-12, 2012-13, 2013-14, 2017-18, 2018-19
- Coppa di Grecia: 7

2002-03, 2006-07, 2007-08, 2011-12, 2012-13, 2013-14, 2016-17
- Coppa di Lega: 5

2012-13, 2014-15, 2016-17, 2017-18, 2018-19
- Supercoppa greca: 1

2006

### Nazionale (competizioni minori)
- European League 2006